# Roldán Rodríguez
Pour les articles homonymes, voir Rodríguez.
Roldán Rodríguez, né le 9 novembre 1984 à Valladolid, est un pilote automobile espagnol. 
Il a disputé en 2007 le championnat de GP2 Series et a un temps été pressenti pour participer au Championnat du monde de Formule 1 2008 au sein de l'écurie Force India avec laquelle il a effectué des essais en décembre 2007. Il avait auparavant officié en tant que pilote essayeur chez Spyker, l'écurie dont Force India est l'émanation. 

## Résultats enGP2 Series
| Saison | Écurie                | Courses disputées | Pole positions | Victoires | Points inscrits | Classement |
| 2007   | Minardi Piquet Sports | 21                | 1              | 0         | 14              | 17e        |